# Harlem (Géorgie)
Pour les articles homonymes, voir Harlem (homonymie).
Harlem est une ville dans l'État de Géorgie aux États-Unis.
Elle est la ville natale du comédien Oliver Hardy.

## Démographie
| 1880 | 1890 | 1900 | 1910 | 1920 | 1930 |
| ---- | ---- | ---- | ---- | ---- | ---- |
| 292  | 647  | 527  | 736  | 798  | 784  |

| 1940 | 1950  | 1960  | 1970  | 1980  | 1990  |
| ---- | ----- | ----- | ----- | ----- | ----- |
| 736  | 1 033 | 1 423 | 1 540 | 1 485 | 2 199 |

| 2000  | 2010  | - | - | - | - |
| ----- | ----- | - | - | - | - |
| 1 814 | 2 666 | - | - | - | - |